# Werner Baerns
Werner Baerns (geboren 13. Januar 1896 in Büdelsdorf; gestorben 1984) war ein deutscher Jurist.

## Leben
Werner Baerns stammte aus einer Pastorenfamilie und wuchs in Kleve auf, er war Soldat im Ersten Weltkrieg. Baerns studierte Rechtswissenschaften und war ab 1928 als Assessor in der Rheinprovinz beschäftigt, ab 1932 als Hilfsarbeiter in der Verwaltung des Oberlandesgerichts Düsseldorf. Nach der Machtergreifung 1933 wurden bei Baerns jüdische Vorfahren festgestellt, er blieb aber auch nach den Nürnberger Gesetzen 1935 als Mischling zweiten Grades vom Berufsverbot gegen jüdische Beamte ausgenommen. Seine Ernennung zum Landgerichtsrat 1939 geschah unter der rassistisch motivierten Auflage, dass er nur mit Verwaltungssachen des Gerichts beschäftigt werden durfte.
Baerns wurde nach Kriegsende Referent im Oberpräsidium der Nordrhein-Provinz und wurde Ende 1945 zum Oberlandesgerichtsrat befördert, ab Februar 1946 zum Senatspräsidenten. Baerns wurde im Oktober 1946 zum Präsidenten der Zivilrechtsabteilung im  Zentraljustizamt der Britischen Zone in Hamburg berufen. 1948 wurde er zum Präsidenten des OLG Düsseldorf ernannt und blieb dies bis zu seiner Pensionierung 1963.